# Paul Heurgren (tjänsteman)
Paul Ludvig Gerhard Heurgren, född 17 november 1886 i Malmö, död 26 april 1966 på Lidingö, var en svensk posttjänsteman.
Paul Heurgren var son till kontraktsprosten Olof Isak Heurgren och brorson till Paul Heurgren. Efter skolgång i Lund trädde han 1907 i Postverkets tjänst och blev 1912 postexpeditör i Stockholm, 1925 postassistent, 1932 förste postassistent 1932 och blev 1936 aktuarie i Generalpoststyrelsen och chef för Postmuseum. Heurgren bedrev omfattande studier över postväsendets organisation och kulturhistoria såväl i Sverige som länder på kontinenten, och publicerade flera värdefulla skrifter i postala ämnen såsom Register över innehållet i postverkets skrivelser och författningar, 1500-talet-1889 (1–9, 1925–1936), Allmän posthistoria (1–2, 1926–1928), Post och press i Sverige 1643–1791 (1929), Bibliografi över svenskt postalt tryck på svenska, finska, tyska och latin... 1500–1700-talen (1931), Postmuseum och dess samlingar. Vägledning (1936) sant Postmusei historia (1936). Han redigerade dessutom Tabellarius, revue historique internationale des postes (1927–1928) och Nyheter från postmuseum (1933–1936). Paul Heurgren är begravd på Källs-Nöbbelövs kyrkogård.